# Rosalbino Santoro
Rosalbino Santoro (Fuscaldo, 15 maggio 1858 – Brasile, circa 1920) è stato un pittore italiano.

## Biografia
I suoi genitori desideravano che diventasse sacerdote, ma preferì studiare pittura e nel 1878 fu segnalato per dei riconoscimenti da parte di Raffaele Postiglione, professore dell'Istituto di Belle Arti di Napoli . L'anno successivo, il nuovo presidente dell'Istituto, Filippo Palizzi, gli conferì il primo premio di un concorso di disegno. Santoro donò alla propria città natale i ritratti a pastello del re Umberto, della regina Margherita e di Bernardino Telesio. Nel 1880, dopo due anni di studio, espose i propri dipinti alla Promotrice di Napoli e l'anno successivo all'Esposizione di Milano del 1881: Bagni di Guardia piemontese, Pagliaie di alloggio, Due amiche e Una marina. A delle mostre di Roma e Napoli espose il Fanfulla. Contribuì con i disegni al Corriere del mattino, all'Italia artistica di Firenze e al Journal d'Italie. Alla fine del 1880, si trasferì in Brasile e fondò una scuola di successo, ove ebbe come alunna anche Georgina de Albuquerque.